# 一粒の麦もし死なずば
『一粒の麦もし死なずば』（ひとつぶのむぎもししなずば、Si le grain ne meurt ）は、フランスの小説家アンドレ・ジッドの作品。表題は『ヨハネ伝』の第12章24節のキリストの言葉、「一粒の麦地に落ちて死なずば、ただ一つにてあらん、もし死なば多くの実を結ぶべし」に由来する。4年間かけて書かれた自己暴露の書。ジッドはこの作品を云わば、贖罪のために書いたようなものだと語る。
1921年当時、作者の名を秘して、上巻12部、下巻13部のみ出版された。

## 日本における刊行
以前は新潮文庫から出版されていたが、現在は文庫版で絶版。